# Ruby Gap
Ruby Gap är ett bergspass i Australien. Det ligger i regionen Central Desert och territoriet Northern Territory, omkring 1 300 kilometer söder om territoriets huvudstad Darwin. Ruby Gap ligger 557 meter över havet.
Trakten runt Ruby Gap är nära nog obefolkad, med mindre än två invånare per kvadratkilometer.. Det finns inga samhällen i närheten.
Omgivningarna runt Ruby Gap är i huvudsak ett öppet busklandskap. Genomsnittlig årsnederbörd är 319 millimeter. Den regnigaste månaden är februari, med i genomsnitt 78 mm nederbörd, och den torraste är augusti, med 1 mm nederbörd.